# 団塊花盛り!
『団塊花盛り!』（だんかいはなざかり）は、2006年10月から2018年3月まで琉球放送運営のRBCiラジオで放送されたラジオ番組。
当項では、後継番組で2018年4月から2020年3月まで同局で放送された『プライムエイジ・アワー』、ならびに左記の番組終了後の2020年4月に再び単独番組化して2023年3月26日まで同局で放送された『かでかるさとしのなんくるラジオ』についても述べる。

## 概要
タイトルどおり団塊の世代をターゲットにした番組であるが、戦後の荒廃が激しかった沖縄県の「団塊の世代」は主に1950年代生まれで、米軍統治下で本土と違った生活環境で育ったリスナーが多い。
番組は、主に1960年代から1980年代にかけてヒットした昭和の歌謡曲とニューミュージック、そして最新の演歌の中からリクエストのあった曲を中心に流していた。また火曜日には、この番組の源流となったグループ・サウンズ (GS) リクエスト番組『あの時君は若かった』を引き継いで、22時台（以前は21時台）のコーナーとして内包していた。このコーナーは、単独番組時代には録音放送であったが、本番組内への移動とともに生放送へと切り替わった。
パーソナリティは、番組初期には箕田和男・小山康昭・柳卓といったポスト団塊世代のRBCベテランアナウンサー（当時）3人が曜日別で週1 - 3日分を担当した。途中、RBCを定年退職したばかりの元アナウンサー垣花章が水曜担当として2008年10月に、また、この番組のADでDJも務める高橋勝也が月曜担当として2009年10月にそれぞれ加わり、日替わり体制となる。なお、高橋はパーソナリティ担当後にも、他の曜日には引き続きADとして係わっていた。
2013年3月で柳が夕方帯の番組を担当するためこの番組を卒業した。翌4月からは月曜日に限り、団塊の世代だけでなく、団塊ジュニアから40代・50代を中心とした幅広い世代にもターゲットを広げ、もともと単独番組だった『かでかるさとしのなんくるラジオ』を「前舞い（めーもーい）プログラム」として組み入れた。これにより、月曜日を担当していた高橋が金曜日に移動した。
しかし、2018年3月30日の放送をもって11年半の歴史に幕を下ろし、4月2日から後継番組『プライムエイジ・アワー』に引き継いだ。ただ、水曜日にも高橋が担当するようになったことと水曜と金曜の企画内容の変更を除いて、前番組をほぼ踏襲している（後述）。その一方で、水曜を担当した垣花が番組終了とともに、夜の生放送を卒業した。日曜22:30に移動（2019年4月からは21:30に再移動）し、同じ団塊世代のリスナーをターゲットとした30分の単独録音番組『あきらの人生はときめき〜いのち燃やして』をスタートさせた。
同局の類似する番組として、箕田が担当する『ホリデー・イン・ポップス21』が2022年4月現在でも週末（土曜夜→日曜昼、現：日曜 14:00 - 17:00）に放送されるが、主に60年代から80年代の洋楽を扱っているため、『団塊』はその邦楽版と言えよう。また、『ホリデー』の方が『団塊』より番組の歴史が長い。
なお、RBCiラジオでは不定期で行われる各生ワイド番組共通企画『まるごと1日◯◯スペシャル』があるが、この番組と後述する後継番組『プライムエイジ・アワー』に関しては、夜遅い時間帯の生放送であることや聴取ターゲットが限定されるなどの理由で共通企画の対象外となることが多かった。

## 放送時間
★印については、ナイター中継の終了後の開始で、遅くとも22:00には開始される。（いずれもJST）
| 期間                      | 曜日        | 放送時間                                     |
| ------------------------- | ----------- | -------------------------------------------- |
| 2006年10月 - 2007年3月    | 火曜 - 金曜 | 18:30 - 20:00                                |
| 2007年4月 - 2007年9月     | 月曜        | 22:00 - 23:30                                |
| 2007年4月 - 2007年9月     | 火曜 - 金曜 | 21:00 - 23:30★                               |
| 2007年10月 - 2008年9月    | 月曜 - 金曜 | 21:30 - 24:00                                |
| 2008年10月 - 2009年3月    | 月曜        | 21:00 - 22:30                                |
| 2008年10月 - 2009年3月    | 火曜 - 金曜 | 20:30 - 22:30                                |
| 2009年4月 - 2009年9月     | 月曜        | 21:00 - 24:00                                |
| 2009年4月 - 2009年9月     | 火曜 - 金曜 | 21:00 - 24:00★                               |
| 2009年10月 - 2010年4月2日 | 火曜 - 金曜 | 19:00 - 23:00                                |
| 2010年4月 - 2010年9月     | 月曜        | 22:00 - 24:00                                |
| 2010年4月 - 2010年9月     | 火曜 - 金曜 | 22:00 - 24:00★                               |
| 2010年10月 - 2011年3月    | 月曜 - 金曜 | 20:00 - 24:00                                |
| 2011年4月 - 2011年9月     | 月曜 - 金曜 | 22:00（ナイター中継終了後） - 24:00★         |
| 2011年10月 - 不明         | 月曜        | 20:00 - 22:00                                |
| 2011年10月 - 不明         | 火曜 - 金曜 | 19:00 - 22:00                                |
| 2014年4月 - 2016年3月     | 月曜        | 21:00 - 23:00                                |
| 2014年4月 - 2016年3月     | 火曜 - 金曜 | 20:00（ナイターイン期には21:00から） - 23:00 |
| 2016年4月 - 2018年3月     | 月曜 - 金曜 | 21:00 - 23:00                                |

## パーソナリティ
☆印は番組初期から担当 全て当時琉球放送アナウンサー、◎印は後継番組の『プライムエイジ・アワー』に引き継いだパーソナリティ。
- かでかるさとし（月曜、2013年4月 - ）◎
- 箕田和男（火曜）☆◎
- 垣花章（水曜、2008年10月 - ）
- 小山康昭（木曜）☆◎
- 柳卓（金曜、2013年まで）☆
- 高橋勝也（月曜→金曜、2009年10月 - 、担当曜日以外はADも兼任）◎

## オープニング・エンディングテーマ曲
オープニング曲は全曜日共通で、女声数人同時でのタイトルコールの後に下記の曲が流れる。
- 『真っ赤な太陽』[注 2]
  - 演奏：The T-Bones
    - 原曲の演奏は1分54秒であるが、中間部を2回繰り返し、3分半程度にして編集している。（この手法は、『オールナイトニッポン』のテーマソング『BITTERSWEET SAMBA』にほぼ似ている[独自研究?]。）

月曜の『なんくるラジオ』に限り、上記の曲の始めの演奏のあと、タイトルコール後に下記のテーマ曲が流れる。
- 『エイサーぬ夜』（アルバム『まじゅ〜ん』（リスペクトレコード）収録：1曲目）
  - 歌：かでかるさとし

また『なんくるラジオ』では、下記のエンディングテーマ曲も定期的に流れていた。ちなみに、他の曜日は特にエンディングテーマ曲を設けていない。
- 『オジィのサバニ』（アルバム『まじゅ〜ん』収録：2曲目）
  - 歌：かでかるさとし

『プライムエイジ・アワー』になって以降も、『なんくるラジオ』内での両テーマ曲は継続している。

## 後継番組『プライムエイジ・アワー』
『プライムエイジ・アワー』は、2018年4月2日から2020年3月27日までRBCiラジオで放送されたラジオ番組。

### 概要
前述の通り、放送時間・出演陣・番組の内容・聴取ターゲットは、前番組の『団塊花盛り!』をほぼ踏襲しているが、水曜担当の垣花が前番組の終了と同時に降板したことにともない、金曜日のパーソナリティである高橋が水曜日も担当したことから、水曜日と金曜日の番組内容が大幅にリニューアルされた。また主な変更点として、各曜日共通で毎時20分と38分と21:59（10時の時報前後）に約2分のCMとクレジットが自動的に流れるため、およそ20分単位でブロックパート（22:50終了時代にはラストブロックのみ10分）を形成して番組を進めている。さらに、各パーソナリティのカラーを打ち出すため、曜日毎に違うタイトルを付けることから、県内の新聞各紙やradikoなどの番組表には、統一した番組名ではなく各曜日のタイトル（後述）が番組名として記載されている。この事から、番組のスタンスとしては各曜日のタイトルを総称したレーベルとなっている。なお、番組公式ブログや投稿する際のメールアドレスなどは、前番組から別のブログ・アドレスを利用している月曜の『なんくるラジオ』を除き、全曜日共通化するなどの措置をとっている。
その後、2020年春のRBCiラジオ番組大改編にともない、2020年3月27日の放送をもって前番組『団塊花盛り!』から13年半続いた平日夜の生番組を終了することが3月16日の『なんくるラジオ』内を皮切りに各曜日別の番組内で発表した。このうち、元々独立番組から始めた月曜日の『なんくるラジオ』だけが4月5日から日曜日の19:00に移動し再び独立番組として継続する。その他の曜日別番組については、引き継ぐことなく終了することとなった。ちなみに、平日夜の自社制作生番組は、2020年度にはTBSラジオの生ワイド番組（4月 - 9月は『荻上チキ・Session-22』、10月 - 3月は『アシタノカレッジ』。ともに月 - 金の22:00 - 23:55）をネットして休止していたが、2021年度からは20:00から23:00までの生番組が復活。月曜 - 木曜に『柳卓のいんでないかい』が開始時間を30分繰り下げ放送時間も拡大したほか、金曜には『菊地志乃のVilla de Weekend』を日曜昼間から曜日・時間帯を移動した。
放送時間について、2019年7月から12月27日までラジオドラマ『懐機・尚巴志』の再放送（本放送は16:50 - 17:00）のため、終了時刻が10分短縮して22:50までだった以外は、前番組同様21:00から23:00までとなっていた。また、21:40から5分間の『健康花盛り』とナイターオフの期間限定で21:45から15分間の文化放送制作全国ネット『ココロのオンガク 〜music for you〜』の各内包番組ならびに22時台の定時最終ニュースについても、前番組同様これまで通り引き継いで放送していた。

### 各曜日のタイトル
月曜『かでかるさとしのなんくるラジオ』
前番組からの続投、メッセージテーマ投稿を中心としたバラエティ番組となっている。タイトルの『なんくる』は正式には「まくとぅそーちーねー、なんくるないびんどー。」という沖縄方言で、「挫けずに正しい道を進めば、良い日が必ずくる。」を意味する。
またコーナーとして、番組前半（21:14頃）にスタッフ選曲の「ゆくいみソーング」が設けられていた。ちなみにコーナータイトルの由来である「ユクイミソーレー」とは、ウチナーグチ（沖縄方言）で「ゆっくりして下さい」「休んで下さい」を意味し、それに歌を引っ掻けた造語である。他に、かでかるがキャラクターの「頑固で情に熱いさらばんじぃさん・かるちゃん」に扮し、赤瓦屋根のあるかるちゃんの家にリスナーが来客して語らうという設定で、リスナーが感じた誉めてもらいたいことや叱ってやりたいことをラジオで伝える「かるちゃん聞いて〜」がある（基本的に22:22頃）。前述の通り、当番組枠終了を受けて日曜日の19:00に移動した。また、移動後は、沖縄アーティストの曲や県外アーティストでも沖縄を舞台とした曲を紹介する「愛さ（かなさ）ウチナー歌（ソング）」が19:50頃に、また、移動前に一時期創作現代琉歌をリスナーから募り紹介した「琉歌やってみる？」が20:40頃にそれぞれコーナーを設けた。なお、「ゆくいみソーング」（19:14頃）と「かるちゃん聞いて〜」（20:22頃）もコーナーを引き継いでいる。加えて、かつて放送された『チムどんぱあく』で流れていた「チムどん体操」が復活、20:00の時報後に流れた。
その後、2021年4月の番組改編からは放送形態を収録に変更し、1時間に短縮した。短縮後はコーナーを再編し、「ゆくいみソーング」と「琉歌やってみる?」のコーナーは毎週放送され、月最終週に「愛さウチナー歌」を、それ以外の週では「かるちゃん聞いて〜」を設けると同時に、「かるちゃん聞いて〜」のコーナー名を「かるちゃんのシタイヒャー（ウチナーグチで「天晴れ」）＆大変だよシュグ!!（ウチナーグチでの叱る表現）」に変更した。また、同時に「チムどん体操」のコーナーは廃止された。なお、曲の紹介時にはリリース年の紹介も兼ねていた。また、かでかるの仕事の関係などから、不定期で年に数回ほど生放送に切り替わることもあった。
番組は2023年3月26日の放送をもって通算10年、かでかるがメインの番組としては『チムどんぱあく』放送開始（2001年4月 - 2013年3月）から通算22年の放送に幕を下ろした。最終回は生放送だったが、特別なコーナーはなく通常通りで番組は進行した。これにより、『団塊花盛り!』→『プライムエイジ・アワー』から続いた全てのレーベルが完全消滅した。
火曜『箕田和男のミュージックナイト！』
前番組からの続投、22:05頃からの『あの時君は若かった』も続投した。ちなみに、コーナー自体は、単独番組時代から通算して2018年9月末で放送1000回を達成し、番組終了時点で通算1075回放送した。
水曜『高橋勝也 レトロエイジャー』
リニューアルと同時に誕生した。レトロに纏わる歌謡曲（1960年代から70年代）とトークが中心。レトロに関するプレゼントクイズもあった。
木曜『小山康昭の今も青春！』
前番組からの続投で、おすすめ本の紹介コーナー「おすすめこの一冊」（21:22頃）とビートルズリクエストコーナー「私のビートルズ」（22:50頃）も設けていた。また、番組終盤にはメッセージを終了まで立て続けに紹介しているのも特徴である。これは、小山が担当した『こんばんは！小山康昭です』（2020年3月29日終了、日曜 19:00 - 21:15）でも同じ形で行われていた。
金曜『高橋勝也 ザ・NIPPONヒットパレディオ』
基本的に前番組からの続投だが、1980年代のアイドルソング・ニューミュージックに加えて、リニューアルと同時に1990年代（稀に2000年代前半も）のJ-POPリクエストも応えることになった。また、前番組では一曲毎のフル演奏スタイルだったが、リニューアル後は曲と曲をほぼ途切れなく連続で流すメドレースタイルに変更した（ただし、必ずしもフル演奏とは限らず、途中で曲が替わることもある）。このため、各ブロックで3から最大5曲（ラストブロックでは2 - 3曲）連続で流れた。なお、1990年代のリクエスト曲が可能なのは原則金曜日のみで、それとは引き替えに前番組で可能だった1960年代から70年代の曲や演歌系のリクエストは金曜日には流さず他の曜日に移された。開始当初は80年代の歌謡曲もたまに流れていたが、その後、リクエストの採用選曲が1990年代J-POPを占めている傾向となっていた。また番組非公式ながら、当番組のADである長浜まさみ（まきびし）はTwitterで、当番組の内容やその日にオンエアしたリクエスト曲を紹介、これが口コミで広がりをみせるなど話題となった。
この番組は聴取ターゲットを1970年代 - 80年代生まれに絞っていたために、RBCiラジオのFM補完中継局の運用開始に伴うFM番組の意識さとも相まって、一定のリスナーの取り込みに成功した。この結果を反映して、放送終了から1年後の2021年4月2日に、これまで日曜の10:00 - 14:00に放送した『ヒットパレディオ』と同じ聴取世代を対象としているワイド番組『菊地志乃のVilla de Weekend』を金曜の20:00（2022年4月1日からは21:00） - 23:00に移動させて放送している。RBCiラジオにとっては、2022年4月現在生ワイド番組ではその前座となる『成長共有ラジオ シンカの学校』（2022年4月1日スタート、20:00 - 20:45 → 2022年7月1日からは20:00 - 21:00）と並ぶ金曜編成である（2023年4月からは『シンカ』『Villa』とも収録放送に変更している）。ただし、前番組と比較して、ジャニーズ事務所所属のリクエスト曲以外は基本的にリクエスト曲を取らず、アンケート形式のメッセージと菊地およびスタッフがテーマに沿って選曲した1980年代から90年代にかけてのアイドル・J-POPソングを中心とした番組構成となっているが、年に1 - 2回ほど、放送短縮時を中心に「オールリクエストまつり」と称し、前番組『ヒットパレディオ』同様J-POPリクエストを受け付けることもあった。